# The Mysterious Mr. Tiller
The Mysterious Mr. Tiller er en amerikansk stumfilm fra 1917 af Rupert Julian.

## Medvirkende
- Ruth Clifford som Clara Hawthorne
- Rupert Julian som Prentice Tiller
- Frank Brownlee som Ramon Mordant
- Wedgwood Nowell som Stephen Pitt
- Harry L. Rattenberry som O'Meara